# Peter Eich (Landrat)
Peter Johann Hubert Eich (* 4. September 1837 in Bödingen bei Hennef (Sieg); † 14. März 1919 in Wiesbaden) war ein deutscher Verwaltungsjurist und Parlamentarier.

## Leben
Peter Eich studierte Rechtswissenschaften an der Ernst-Moritz-Arndt-Universität Greifswald und der Ruprecht-Karls-Universität Heidelberg. 1858 wurde er Mitglied des Corps Pomerania Greifswald. Im selben Jahr schloss er sich dem Corps Suevia Heidelberg an. Nach Studium und anschließendem Referendariat trat er in den preußischen Staatsdienst ein. 1872 wurde er Landrat des Landkreises Daun. 1876 wechselte er als Landrat in den Kreis Kleve. Dieses Amt hatte er bis zu seinem Tod 1919 inne.
Von 1897 bis 1918 gehörte Eich dem Rheinischen Provinziallandtag an.

## Auszeichnungen
- Ernennung zum Geheimen Regierungsrat
- 1916: Ehrenbürgerwürde der Stadt Kleve
- Benennung der Peter-Eich-Straße in Bedburg-Hau